# Netalzul Meadows Park
Netalzul Meadows Park är en park i Kanada.   Den ligger i provinsen British Columbia, i den centrala delen av landet, 3 700 km väster om huvudstaden Ottawa. Netalzul Meadows Park ligger 841 meter över havet.
Terrängen runt Netalzul Meadows Park är bergig norrut, men söderut är den kuperad. Trakten runt Netalzul Meadows Park är nära nog obefolkad, med mindre än två invånare per kvadratkilometer.. Det finns inga samhällen i närheten.
I omgivningarna runt Netalzul Meadows Park växer i huvudsak barrskog.